# Вельяшева Горка
Вельяшева Горка — деревня в Оредежском сельском поселении Лужского района Ленинградской области.

## История
Деревня Горка упоминается на карте Санкт-Петербургской губернии Ф. Ф. Шуберта 1834 года.

ГОРКА — деревня принадлежит штабс-капитану Редрову, число жителей по ревизии: 13 м. п., 15 ж. п. (1838 год)

Деревня Горка отмечена на карте профессора С. С. Куторги 1852 года.

ГОРКА — деревня господина Редрова, по просёлочной дороге, число дворов — 4, число душ — 21 м. п. (1856 год)

Согласно X-ой ревизии 1857 года деревня Вельяшева Горка состояла из двух частей:

1-я часть: число жителей — 19 м. п., 11 ж. п. 
  
2-я часть: число жителей — 3 м. п., 4 ж. п.

ГОРКА — деревня владельческая при колодцах, число дворов — 9, число жителей: 32 м. п., 35 ж. п.; Часовня православная. (1862 год)

В 1862—1863 годах временнообязанные крестьяне деревни выкупили свои земельные наделы у М. Н. Ливанской и стали собственниками земли.
Согласно подворной описи 1882 года, деревня Вельяшева Горка Бельского общества Бутковской волости состояла из двух частей:
 
1) бывшее имение Ливанской, домов — 17, душевых наделов — 19, семей — 13, число жителей — 33 м. п., 32 ж. п.; разряд крестьян — собственники.
  
2) домов — 6, душевых наделов — нет, семей — 2, число жителей — 5 м. п., 6 ж. п.; разряд крестьян — водворённые на собственной земле.
Согласно материалам по статистике народного хозяйства Лужского уезда 1891 года, имение при селении Вельяшева Горка площадью 96 десятин принадлежало крестьянину Новгородской губернии Г. Михайлову, имение было приобретено в 1870 году за 750 рублей.
В XIX — начале XX века деревня административно относилась к Бутковской волости 1-го земского участка 1-го стана Лужского уезда Санкт-Петербургской губернии.
По данным «Памятной книжки Санкт-Петербургской губернии» за 1905 год, деревня называлась Вельяшева-Горка и входила в Полянское сельское общество, 54 десятины земли в деревне принадлежали дворянину Аркадию Ануфриевичу Гуцевичу.

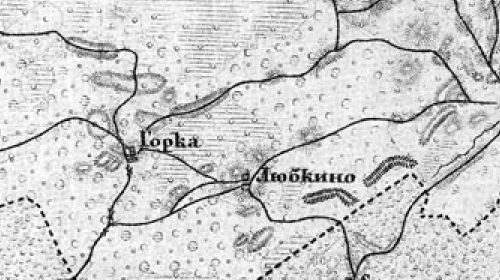
Деревня Вельяшева Горка на карте 1912 года

Согласно карте из «Исторического атласа Санкт-Петербургской Губернии» 1912 года деревня называлась Горка.
С 1917 по 1927 год деревня Вельяшева Горка входила в состав Полянского сельсовета Бутковской волости Лужского уезда.
С 1927 года, в составе Оредежского района.
С 1928 года, в составе Теребушского сельсовета. В 1928 году население деревни Вельяшева Горка составляло 123 человека.
По данным 1933 года деревня Вельяшева Горка входила в состав Теребушского сельсовета Оредежского района.
C 1 августа 1941 года по 28 февраля 1944 года деревня находилась в оккупации.
С 1954 года, в составе Холмецкого сельсовета.
С 1957 года, в составе Бельского сельсовета.
С 1959 года, в составе Лужского района.
В 1965 году население деревни Вельяшева Горка составляло 24 человека.
По данным 1966 года деревня Вельяшева Горка также входила в состав Бельского сельсовета Лужского района.
По данным 1973 и 1990 годов деревня Вельяшева Горка входила в состав Тёсовского сельсовета.
По данным 1997 года в деревне Вельяшева Горка Тёсовской волости проживали 2 человека, в 2002 году — постоянного населения в деревне не было.
В 2007 году в деревне Вельяшева Горка Тёсовского сельского поселения проживал 1 человек.
19 мая 2019 года деревня вошла в состав Оредежского сельского поселения.

## География
Деревня расположена к югу от автодороги 41А-004 (Павлово — Луга), в восточной части района у административной границы с Новгородской областью.
Расстояние до административного центра поселения — 12 км.
Расстояние до ближайшей железнодорожной станции Оредеж — 17 км.

## Демография
| 1838 | 1862 | 1928 | 1965 | 1997 | 2007 | 2010 |
| ---- | ---- | ---- | ---- | ---- | ---- | ---- |
| 28   | ↗67  | ↗123 | ↘24  | ↘0   | ↗1   | ↘0   |
| 2017 |      |      |      |      |      |      |
| ↗1   |      |      |      |      |      |      |

## Улицы
Центральная.